# Mellbystrand
Mellbystrand ist ein an der Mündung des Flusses Lagan gelegener Küstenort in der schwedischen Provinz Hallands län. Der Ort liegt in der Gemeinde Laholm und der historischen Provinz Halland.

## Tourismus
Mellbystrand ist seit dem 19. Jahrhundert ein beliebter Ferienort der Westküste für Schweden wie für Ausländer. Im 1927 gebauten Restaurant Strandhotel (Strandhotellet) finden unter anderem traditionelle Veranstaltungen wie das Krebsessen im Juli statt. In Mellbystrands Umgebung befanden sich 2003/2004 rund 2900 Ferienhäuser.

## Besonderheiten
Zusammen mit dem Nachbarort Skummeslövsstrand verfügt Mellbystrand über den längsten zusammenhängenden Sandstrand Schwedens mit 12 km Länge. Der Strand ist in Zonen aufgeteilt, um einmal verlassene Liegeplätze besser wiederzufinden. Es gibt einen 300 m langen Abschnitt, wo Hundebesitzer ihre Tiere baden lassen dürfen (sonst streng verboten), und einen FKK-Abschnitt im nördlichen Teil, nahe der Laganmündung. Der Strandabschnitt jenseits der Laganmündung ist bei Kitesurfern beliebt.